# Чубакові
Чубакові (Ptiliogonatidae) — родина горобцеподібних птахів підряду Співочі птахи (Passeri).

## Поширення
Поширені у Північній і Центральній Америці від південного заходу США до Панами.

## Опис
Добре розвинений статевий диморфізм, забарвлення самців чорне або темно-сіре, з сильним синім єдвабним блиском, самки матово-сірі або бурі. У всіх, за винятком одного виду, розвинений стоячий гострокінцевий чуб. Хвіст довгий, крила заокруглені, іноді з білими «дзеркальцями», добре помітними в польоті. Дзьоб відносно тонкий і слабкий.

## Спосіб життя
Притримуються галявин, відкритих місць існування, здійснюють лише місцеві міграції. Гніздо в розвилці гілок будує переважно самець, кладку (2-4 строкатих яйця) насиджують обидва партнера або тільки самка. Молодь залишає гніздо через 18-25 днів .

## Класифікація
Родина містить чотири види у трьох родах:
- Рід Phainoptila — жовтобокий чубак
  - Phainoptila melanoxantha — чубак жовтобокий
- Рід Ptiliogonys — чубак
  - Ptiliogonys cinereus — чубак сірий
  - Ptiliogonys caudatus — чубак довгохвостий
- Рід Phainopepla — чорний чубак
  - Phainopepla nitens — чубак чорний